# Abraham van Nethpra
De heilige Abraham van Nethpra (? - 6e eeuw) was een christelijk monnik uit Assyrië. Hij werd geboren in Beith-Nethpra, in het oude koninkrijk Adiabene (het huidige Erbil in Irak). Hij werd heremiet in zijn streek, nadat hij naar Egypte gereisd had. Abraham van Nethpra leefde meer dan 30 jaar in een kelder. Hij stierf in de 6de eeuw.
Hij wordt beschouwd als een heilige binnen de Assyrische Kerk van het Oosten. Zijn feestdag is op 13 maart.